# Timaeta
Timaeta là một chi bướm ngày thuộc họ Lycaenidae.

## Hình ảnh

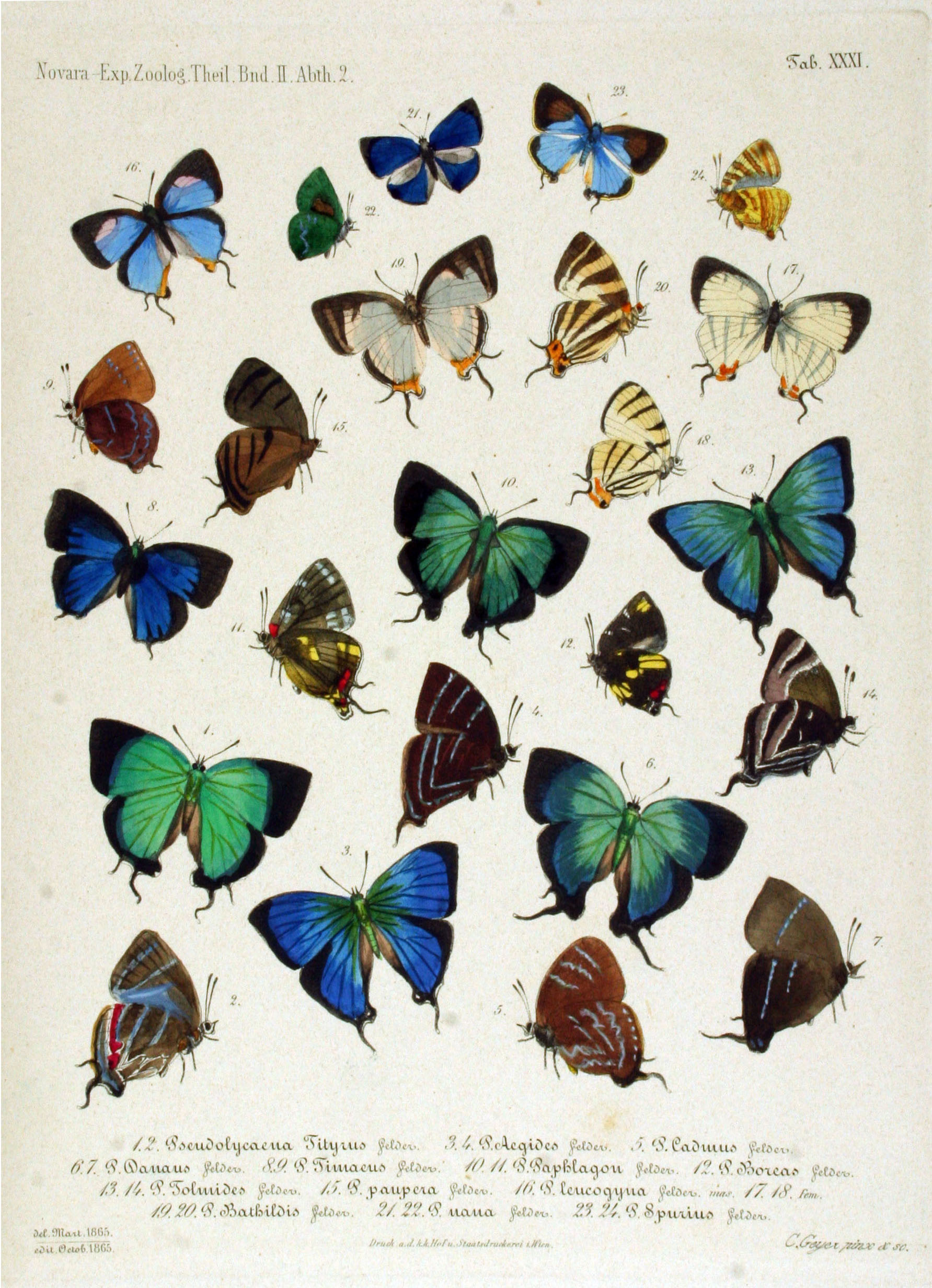